# 千の風になって (秋川雅史のシングル)
「千の風になって」（せんのかぜになって）は、秋川雅史の1作目のシングル。2006年5月24日にタクミノート（テイチクエンタテインメント）から発売された。

## 解説
初のシングル作品は声楽を専攻する歌手としては稀となるマキシシングルで発売。2005年9月発売のアルバム『威風堂々』からのシングルカット。本作に秋川編曲によるピアノ伴奏付コーラス譜を封入。本作は発売当初6500枚の生産だった。2008年3月時点で累計130万枚を超える。
2006年6月1日付スポーツ紙の記事で「今静かなブームを起こしつつある」と取り上げられる。
2006年12月31日、NHK『第57回NHK紅白歌合戦』初出場決定、大きな注目を浴びる。歌唱前にSMAPの木村拓哉が詩を朗読した。
2007年8月フジテレビ系列ドキュメンタリードラマ『千の風になって ドラマスペシャル』が放送。
秋川は本作のヒットにより翌2007年『第58回NHK紅白歌合戦』に連続出場。数多の民放の年末音楽番組に出演したほか、『第49回日本レコード大賞』で特別賞を受賞。作曲の新井満も同賞の作曲賞を受賞。
読売テレビ制作・日本テレビ系列「ベストヒット歌謡祭」では演歌・歌謡曲部門でなくポップス部門でノミネート、40周年記念特別賞を受賞。
翌々2008年『第59回NHK紅白歌合戦』でも秋川が本作を第1部の白組トリおよび大トリで歌唱（合唱団も参加）。

## オリコンチャート推移
オリコンではこのCDは演歌・歌謡チャートでランクイン。
2006年6月12日付のオリコンシングルチャートに168位で初登場。
同年11月半ば頃まで、本作や秋川の認知度は限定的で、オリコンシングルチャートでは上位に届かなかった。
同年11月23日『NHK歌謡チャリティコンサート』に秋川が出演後、売上を急速に伸ばし、同年12月17日にNHKで『千の風になって』が放送され、さらに売上が加速、紅白放送前の2007年1月1日付（2006年12月27日発表）で31位まで浮上。
紅白では歌唱前にSMAPの木村拓哉が詩を朗読したこともあり、年明け後の翌々週には4位（演歌・歌謡部門では初の1位）を記録、2007年1月22日付のオリコンシングルチャートで1位を獲得。自身初はもちろん、クラシック歌手としても史上初の同チャート1位。翌週（1月29日付）のチャートも勢いをさらにつけ、前週の約3倍増となる約9.0万枚を売上。その翌週（2月5日付）のチャートには101,532枚を売上。
オリコン2007年1月度の月間シングルチャートで第2位、オリコン2007年上半期シングルチャートで第1位獲得。
男性ソロ歌手が上半期シングルチャートで第1位になるのは浜田省吾『悲しみは雪のように』以来15年ぶり、発売から1年以上経過した楽曲が上半期シングルチャートで第1位になるのは渥美二郎『夢追い酒』以来28年ぶりである。
登場44週目にあたる2007年8月14日付オリコンシングルランキングで、遂にミリオンを達成。
オリコンでのシングルのミリオン達成は2006年5月29日付のKAT-TUNの『Real Face』以来約1年3ヶ月ぶり、ポップス以外の楽曲では2000年6月26日付の大泉逸郎の「孫」以来約7年2ヶ月ぶり、カバー曲ではKinKi Kidsによる吉田拓郎のカバー曲「全部だきしめて」（1998年9月21日付）以来約8年11ヶ月ぶりで、クラシック歌手としては史上初。
初登場週513枚からのミリオン達成は、森山直太朗の「さくら」を抜いて、最も低い初登場売上からでの歴代1位。
銀座山野楽器本店のみで1万枚以上売上。
2007年度オリコン年間シングルチャート第1位を獲得（ネット配信数との合算では宇多田ヒカル『Flavor Of Life』が上回る）。
2008年1月14日付オリコンシングルチャートで、2度目の紅白効果に乗り、3位となる。
同チャートでのトップ3返り咲きは2007年3月5日付以来45週ぶり。
2008年3月10日付オリコンチャートで累積売上120万枚を達成、以後同年の11月10日付まで102週連続で200位以内にランクイン。
2019年4月にオリコンが発表した「オリコン“平成セールス”ランキング」の演歌・歌謡部門でも第1位を獲得。

## 収録内容
| 全編曲: EDISON。 |                                 |            |           |                  |       |
| #                | タイトル                        | 作詞       | 作曲      |                  | 時間  |
| 1.               | 「千の風になって」              | 不詳       | 新井満    | 日本語詞: 新井満 | 4:32  |
| 2.               | 「千の風になって 〜カラオケ〜」 |            |           |                  | 4:32  |
| 3.               | 「リンゴ追分」                  | 小沢不二夫 | 米山正夫  |                  | 4:30  |
| 合計時間:        | 合計時間:                       | 合計時間:  | 合計時間: | 合計時間:        | 13:34 |

## 楽曲解説
1. リンゴ追分
自身のコンサートでも必ずというほど披露されている、1952年発表の美空ひばりの楽曲のカバー。また、愛媛県の伊予西条駅では接近メロディーとして、北海道の大沼公園駅では改札メロディーとして2015年～2016年にかけて使用された。

## 収録アルバム
- 威風堂々 （#1)
- こころのしずく （#1）
- こころのきずな （#1）
- 千の風になって〜一期一会〜（#1 2006年 第57回NHK紅白歌合戦バージョン）

## その他
紅白歌合戦3年連続同曲披露であったことから2009年1月10日発売『週刊プレイボーイ』（集英社）の一コマ風刺漫画ページ“中川雅之の1ページムービー”にて「サンド（三度）・オブ・ミュージック」とネタにされた。